# Schilderij

Het wereldberoemde schilderij de Mona Lisa van Leonardo da Vinci

Een schilderij is een met verf gecreëerde afbeelding.
Als ondergrond wordt meestal doek of paneel gebruikt. Schilderijen op andere dragers, zoals papier, komen ook voor. Vóór het schilderen op doek werd veelvuldig op muren geschilderd. Dit gebeurde in de natte (verse) kalk. Een schildering op deze manier heet fresco.
Voor het schilderen worden verschillende soorten verf gebruikt. De bekendste zijn aquarel, tempera, olieverf en acrylverf.
Bekende en beroemde schilderijen noemt men ook wel een meesterwerk of topstuk.
Afhankelijk van de afgebeelde voorstelling spreekt men onder meer van:
- Landschap
- Portret
- Stilleven
- Stadsgezicht
- Historiestuk (Bijbelse, mythologische, historische, allegorische en literaire scènes)
- Genrestuk
- Abstract
- Panorama

## Japanse anekdote
De keizer bewonderde het schilderij. Hij liet de schilder bij zich komen om over zijn gaven te vertellen. De schilder zei: "Hoogheid, u kijkt naar een schilderij en wat u ziet is verf."
—  Japanse anekdote, zestiende eeuw